# Bactrocera osbeckiae
Bactrocera osbeckiae är en tvåvingeart som beskrevs av Drew och Albany Hancock 1994. Bactrocera osbeckiae ingår i släktet Bactrocera och familjen borrflugor. Inga underarter finns listade.